# رون بين
رون بين (بالإنجليزية: Ron Bean)‏ (10 أبريل 1926 - 7 يوليو 1992) هو لاعب كرة قدم بريطاني (وحمل سابقاً جنسية المملكة المتحدة لبريطانيا العظمى وأيرلندا) في مركز حراسة المرمى. لعب مع نادي بليث سبارتانز.